# Five Iron Frenzy
Five Iron Frenzy (oder einfach FIF) ist eine christliche Ska-Punk-Band aus Denver (USA).

## Geschichte
Five Iron Frenzy entstand aus einem Musikprojekt von Ropers, Ortegas, Hoerigs und Kerrs Band Exhumator. Die Mitglieder von Exhumator wollten mit diesem Projekt die lokale Musikszene ein bisschen aufmischen und unterschrieben 1996, nach anfänglichen Erfolgen, einen Plattenvertrag bei Frank Tates 5 Minute Walk Records. Es folgte eine einjährige Tournee durch Amerika.
1998 verließ dann Songwriter und Rhythmusgitarrist Scott Kerr die Band, um sein eigenes Projekt Yellow Second zu starten. Er wurde durch Sonnie Johnston ersetzt. Die Popularität von Five Iron Frenzy wuchs im Jahr 2000 mit der Veröffentlichung des Albums All The Hype That Money Can Buy.
Im Dezember 2002 verkündete die Band, dass sie sich nach der bevorstehenden Tournee auflösen werde. Ihr letztes Konzert spielten sie am 22. November 2003 im Auditorium von Fillmore in Denver, welches von mehr als 4000 Zuschauern mitverfolgt wurde.
2011 folgt ein überraschendes Comeback. Am 22. November kündigte es die Band über Facebook an. Sie baten um 30.000 USD Spenden, um 2013 eine neue CD zu veröffentlichen, welche durch Spenden von Fans in weniger als einer Stunde zusammenkamen. Das Comeback-Album Engine of a Million Plots erschien im Dezember 2013.

## Stil
Musikalisch bewegen sich Five Iron Frenzy zwischen zahlreichen Stilrichtungen, von Ska, Punk und Rock bis hin zu Metal und Hip-Hop, die sie zum Teil sehr ironisch verarbeiten und persiflieren (besonders gut lässt sich dies auf der Quantity Is Job 1-EP nachweisen, auf der ein textliches Thema in zahlreichen musikalischen Stilarten veralbert wird).
Melodisch dominieren, besonders in den Refrains, die Bläser. Die meisten Stücke bauen auf einfachen Punk-Strukturen auf, die jedoch sauber gespielt werden und zum Teil durch anspruchsvolle Basslinien glänzen.
Die Texte reichen inhaltlich von reinem Nonsens über ernste Texte, die sich kritisch mit den negativen Auswüchsen des Kapitalismus und der modernen Gesellschaft beschäftigen, bis hin zu tief christlichen Bekenntnissen und Lobpreis.

## Diskografie
- 1996: Upbeats and Beatdowns – Studio-Album
- 1997: Our Newest Album Ever! – Studio-Album
- 1998: Quantity Is Job 1 – EP
- 1999: Proof That the Youth Are Revolting – Live-Album
- 2000: All the Hype That Money Can Buy – Studio-Album
- 2001: Electric Boogaloo – Studio-Album
- 2003: Cheeses…(of Nazareth) – Unveröffentlichte Reste
- 2003: The End Is Near – Studio-Album
- 2004: The End Is Here – Live-Aufnahme des letzten Konzerts
- 2013: Engine of a Million Plots
- 2021: Until This Shakes Apart